# Pintura da Itália

Mona Lisa, de Leonardo da Vinci, Museu do Louvre

A pintura italiana ocupa, na história da arte, um lugar singular tanto pela variedade de seus gêneros artísticos quanto pelo alcance de sua produção.
Está intimamente ligada à história da própria península e da Europa. Alimentou os poderem que dominaram a região através dos séculos e, ao mesmo tempo, influenciou a arte de todo Ocidente.

## Pré-história

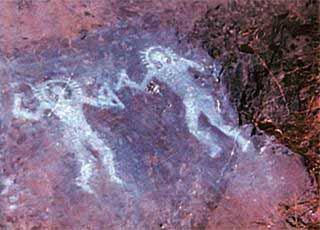
Petroglifo chamado astronautas, conjunto de Arte Rupestre do Vale Camonica

Há pouca informação acerca da pintura italiana na pré-história. O homem pré-histórico era capaz de se expressar artisticamente através dos desenhos que fazia nas paredes de suas cavernas. Suas pinturas mostravam os animais e pessoas do período em que vivia, além de cenas de seu cotidiano (caça, rituais, danças, alimentação, etc.). Um dos locais mais importantes de arte rupestre na Itália é o Vale Camonica, nos Alpes Italianos. O nome Camonica vem dos camunos, povo que habitava esse vale.

## Pintura antiga

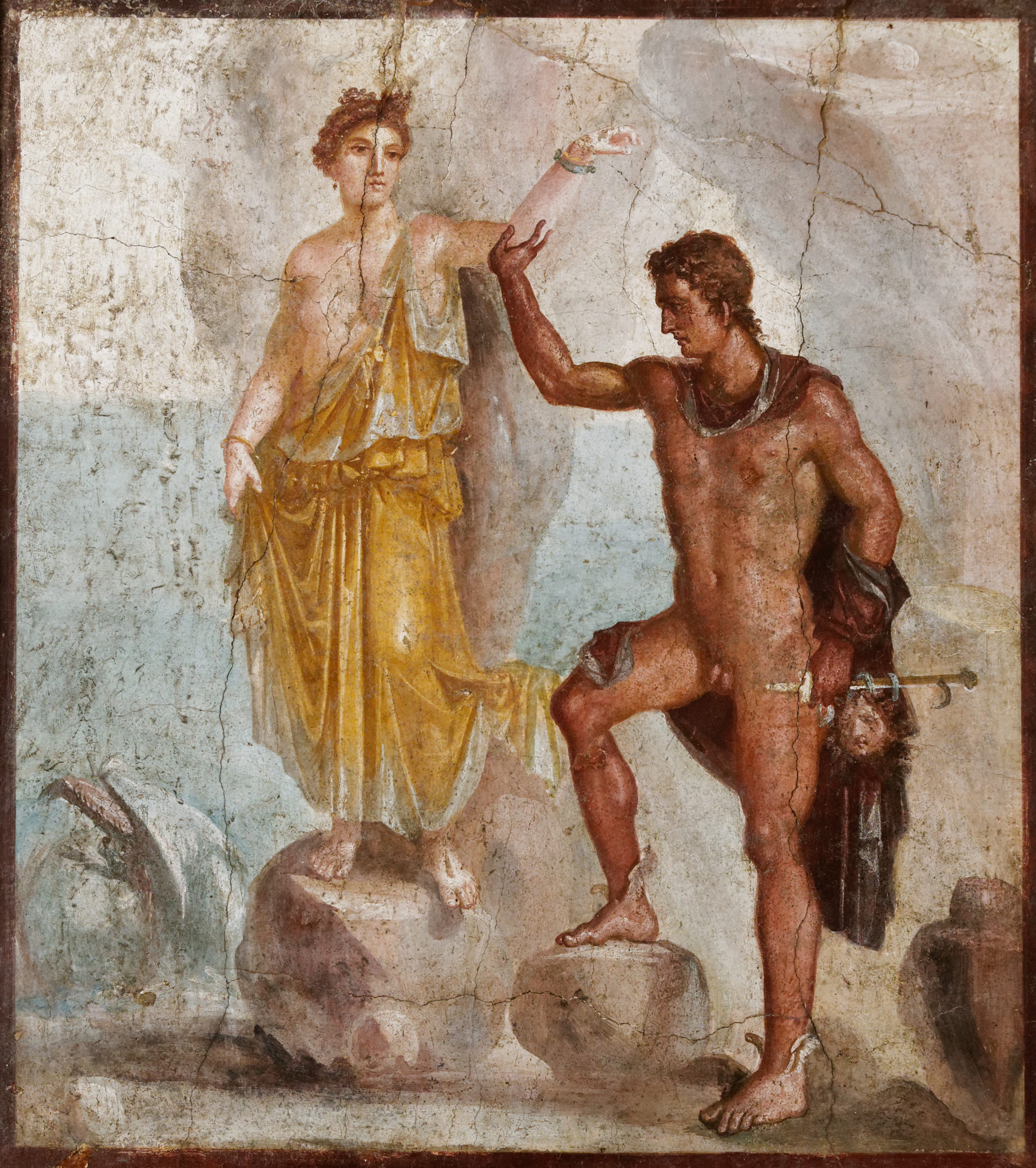
Perseu e Andrômeda, afresco em Pompeia, conservado no Museu Arqueológico Nacional de Nápoles

O verdadeiro início da pintura italiana veio com a arte etrusca. Encontramos representações em edifício públicos como templos ou em vasos tais como aqueles encontrados na cerâmica, o que mostra a influência da arte grega naquela época. O exemplo mais importante da arte etrusca encontra-se na pintura mural de tumbas em locais como a Necrópolis de Monterozzi, na Tarquínia, ilustrando cenas de banquetes, danças e jogos.
A pintura da Roma Antiga é contemporânea da arte etrusca e pode ser ainda vista nos afresco em locais como Pompeia, perto de Roma. Outro exemplo de arte romana antiga são os Retratos de Faium, encontrados dentro de múmias na cidade de Faium, perto do Cairo, no Egito, dotados de raro realismo e naturalismo.

### A Pintura Paleocristã

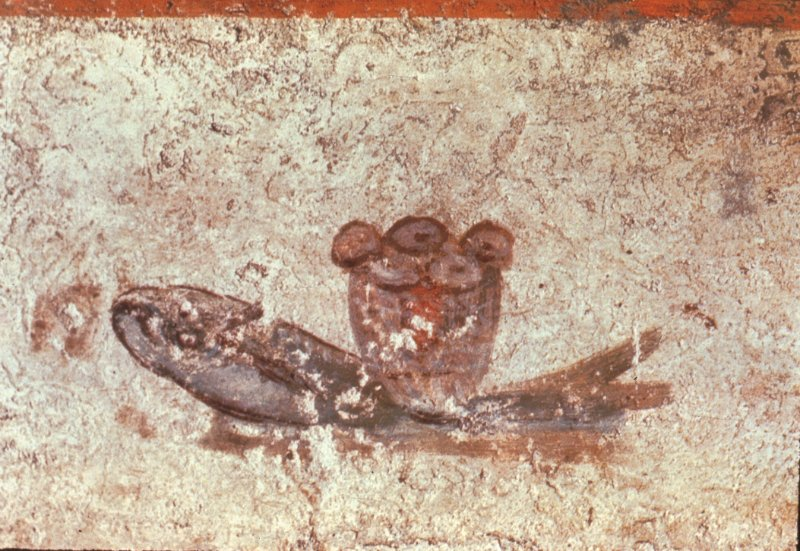
Pão e peixe, Catacumbas de Roma

Dentro do Império Romano, o cristianismo teve um papel importante na produção artística do século IV d.C. A arte paleocristã é marcada pelo simbolismo (imagens de peixes, olivas, pães, etc), pois era inicialmente destinada apelas àqueles que compreendiam a religião. Na época, os seguidores de Cristo eram perseguidos e os locais de adoração pública não existiam. As pinturas era, assim, realizadas em catacumbas (como as de Calisto, na Via Ápia), casas e cemitérios (fase catacumbária).
Em 313 d.C., com o Édito de Milão, o Império Romano tornou-se neutro em relação ao credo religioso, acabando oficialmente com toda perseguição, especialmente do cristianismo. Em 380, o Imperador Teodósio tornou o Cristianismo a religião oficial do Império Romano. Foram construídas grandes basílicas (fase basilical) tais como a Basílica de São João de Latrão e a Basílica de São Pedro. Começaram a ser representadas as imagens de Cristo e da Virgem Maria.
Também é dessa época a arte bizantina de mosaicos em Ravena.

## Pintura bizantina

Maestà, de Cimabue, Louvre

Assim como o Império Bizantino é a extensão política do Império Romano, a arte bizantina desenvolveu-se a partir da arte romana,
ela própria inspirada pela arte grega, razão pela qual a pintura bizantina é chamada a maneira grega. Um dos principais gêneros da
arte bizantina é o ícone, que representa a imagem de Cristo, da Virgem ou dos santos.
Entre 728 e 843, os imperadores bizantinos proibiram a adoração de ícones e destruíram sistematicamente as imagens. Esse foi o chamado período iconoclasta durante o qual as produções artísticas foram relativamente pobres, em particular na pintura. Foi apenas com o Segundo Concílio de Niceia, em 787, que ocorreu a restauração do culto das imagens.

## Arte românica
Com a chegada na Itália dos povos germânicos, em especial os lombardos, com a instauração do Reino Lombardo, a pintura é influenciada pelas tradições da arte bárbara (que já tinha adquirido influências da arte bizantina na Panônia).
Em 774, os francos, liderados por Carlos Magno, invadiram o reino da Itália e submeteram os lombardos ao Império Carolíngio. O Norte da Itália permaneceu sob o reino dos Carolíngios e após os Otomanos até o século XI. Artisticamente, esse período corresponde à arte pré-românica que mistura influências Romano-Germânicas e bizantina. Logo após, a pintura românica predominou nas abadias e mosteiros da região até o surgimento da pintura gótica.

## Arte gótica
Os pintores italianos dos séculos XIII e XIV são chamados de primitivos italianos: trouxeram para a arte da região a humanização dos personagens, o uso de paisagens, a pintura em madeira e a criação de um estilo tipicamente italiano, afastando-se das influências bizantinas. Entre os mais importantes estão: Cimabue, Giotto e Duccio. Escolas de pintura representativas de certas regiões (Escola Sienesa, Escola Florentina) surgiram.

## Rococó
Nesta Itália fragmentada ddo século XVIII, sofrendo simultaneamente uma crise política e economica, Roma continuou a ser a capital artística, mas foi sobretudo em Veneza que se desenvolveu um novo movimento pictórico, o estilo rococó, que surgiu na França no final do  século XVII e que se espalhou por toda a Europa, chegando a Itália no início do século XVIII, por volta de 1730, antes de dar lugar gradualmente ao neoclassicismo por volta de 1760.
Veneza foi o centro desse movimento com a escola veneziana e pintores como Giambattista Tiepolo, que criou afrescos monumentais, cenas cheias de fantasia para as quais utilizou tons claros e vivos, o oposto do claro-escuro do estilo barroco. Influenciou muitos pintores italianos como Sebastiano Ricci, Giovanni Battista Piazzetta, Pietro Longhi, Rosalba Carriera e Antonio Balestra.
Além disso, ainda em Veneza, os pintores Canaletto, Bernardo Bellotto e Francesco Guardi especializaram-se na pintura de paisagens urbanas, o que deu nome a um estilo, o Vedutismo. No resto da península, especialmente em Florença, a pintura rococó é representada por Giovanni Camillo Sagrestani e Giovanni Domenico Ferretti. No sul da Itália, pintores da escola napolitana se dedicaram a esse novo estilo, como Francesco Solimena, Gaspare Traversi e Francesco de Mura, cujo estilo levou ao neoclassicismo. Na Toscana e em Roma, a pintura está mais ligada ao estilo barroco, mas alguns artistas se interessam muito pelo rococó, como Pompeo Batoni, Andrea Casali, Francesco Trevisani ou Carlo Maratta.

### Lista de pintores
Uma lista de pintores italianos do Rococó: Sirio Antonio Africa, Jacopo Amigoni, Marcello Bacciarelli, Antonio Balestra, Francesco Bambocci, Pompeo Batoni, Antonio Bellucci, Bernardo Bellotto, Giovanni Antonio Canal, (or il Canaletto), Carlo Innocenzo Carloni, Rosalba Carriera, Andrea Casali, Placido Costanzi, Giovanni Antonio Cucchi, Carlo Angelo dal Verme, Antonio De Giorgi, Stefano Fabbrini, Federico Ferrari, Francesco Fontebasso, Francesco Liani, Pier Leone Ghezzi, Corrado Giaquinto, Ignazio Hughford, Andrea Locatelli, Pietro Longhi, Giovanni Battista Lusieri, Alessandro Magnasco, Mauro Soderini, Giuseppe Moriani, Francesco de Mura, Domenico Pellegrini, Giovanni Antonio Pellegrini, Giovanni Battista Piazzetta, Antonio Pillori, Giovanni Battista Pittoni, Giovanni Paolo Panini, Ferdinando Porta, Michele Rocca, Pietro Antonio Rotari, Giovanni Scajario, Giovanni Battista Tiepolo, Giovanni Domenico Tiepolo, Stefano Torelli, Francesco Zuccarelli, Francesco Zugno.

## Neoclassicismo
O neoclassicismo teve um de seus lugares simbólicos na Itália, através da redescoberta de ruínas antigas e cidades enterradas, como Pompéia . O movimento artístico começou na Nápoles Bourbon graças ao talento de Luigi Vanvitelli. As academias ditavam as regras de um estilo formalmente perfeito, abstrato e marcado pela busca de uma beleza canônica e absoluta. Entre os maiores artistas da época encontramos também Antonio Canova.

## Movimentos do século XIX

### O Romantismo
- O Quarto Estado (1901), de Giuseppe Pellizza, no Museu do Novecento em Milão.

## Escolas de pintura italianas
- Escola Sienesa
- Escola Florentina
- Escola de Ferrara
- Escola de Bolonha
- Escola de Parma
- Escola de Veneza
- Escola Lucchese
- Escola Milanesa
- Escola Napolitana
- Academia de São Lucas
- Bamboccianti
- Guilda de São Lucas